# Ренау
Ренау (њем. Rennau) општина је у њемачкој савезној држави Доња Саксонија. Једно је од 26 општинских средишта округа Хелмштет. Према процјени из 2010. у општини је живјело 712 становника. Посједује регионалну шифру (AGS) 3154018.

## Географски и демографски подаци
Ренау се налази у савезној држави Доња Саксонија у округу Хелмштет. Општина се налази на надморској висини од 114 метара. Површина општине износи 22,6 km². У самом мјесту је, према процјени из 2010. године, живјело 712 становника. Просјечна густина становништва износи 32 становника/km².

## Међународна сарадња
| Мјесто | Држава    | Врста сарадње | Од    |
| ------ | --------- | ------------- | ----- |
|        | Француска | партнерство   | 1982. |
| Извор  |           |               |       |